# لیزا نالسوند
لیزا نالسوند (انگلیسی: Lisa Naalsund؛ زادهٔ ۱۱ ژوئن ۱۹۹۵) بازیکن فوتبال اهل نروژ است که در حال حاضر برای باشگاه فوتبال زنان منچستر یونایتد بازی می‌کند.
از باشگاه‌هایی که در آن بازی کرده است می‌توان به باشگاه فوتبال زنان منچستر یونایتد اشاره کرد.
وی در تیم‌های ملی فوتبال زیر ۱۵ سال، زیر ۱۶ سال، زیر ۱۷ سال، زیر ۱۹ سال، زیر ۲۳ و همچنین زنان نروژ بازی کرده است.

## حرفه باشگاهی

### آرنا-بیورنار
لیزا نالسوند فوتبال را از سن ۶ سالگی برای باشگاه محلی ترتنس آغاز کرد. او همچنین تا دوران دبیرستان بازیکن هندبال بود و در این رشته فعالیت می‌کرد. پیش از فصل ۲۰۱۲، او به باشگاه فوتبال آرنا بیورنار پیوست. در ۱۴ آوریل ۲۰۱۲، نالسوند اولین بازی خود را برای این باشگاه انجام داد و در بازی آغازین فصل، که با نتیجه ۱–۱ برابر باشگاه فوتبال روآ به پایان رسید، به میدان رفت. او ۶۷ دقیقه بازی کرد قبل از اینکه با هم‌تیمی جدیدش ویلده بوئه ریسا که او نیز اولین بازی خود را انجام می‌داد، تعویض شود. او اولین گل خود را در ۹ ژوئن ۲۰۱۲ در جریان پیروزی ۲–۰ برابر باشگاه فوتبال کلپ به ثمر رساند. در اولین فصل حضورش در این باشگاه، نالسوند در تمام ۲۲ بازی لیگ برتر فوتبال زنان نروژ شرکت کرد که شامل ۱۸ بازی از ابتدا بود و چهار گل نیز به ثمر رساند. در سه فصل اولش، نالسوند در تمام بازی‌های لیگ به جز یک بازی شرکت کرد و آرنا-بیورنار در هر سه فصل سوم شد که بالاترین رتبه تاریخ این تیم است. در طول هفت سال، نالسوند یکی از ارکان آرنا-بیورنار بود و در مجموع ۱۵۷ بازی در تمام رقابت‌ها انجام داد.

### ساندویکن/برن
پیش از فصل ۲۰۱۹، نالسوند به باشگاه فوتبال ساندویکن (که در ۲۰۲۲ به برن تغییر نام داد) پیوست. در سال ۲۰۲۰، نالسوند ۱۸ بازی در لیگ انجام داد و به تیم منتخب سال لیگ نیز راه یافت. ساندویکن که در سه فصل گذشته بهترین رتبه تاریخ خود را با مقام چهارم کسب کرده بود، در سال ۲۰۲۱ قهرمان لیگ برتر فوتبال زنان نروژ شد. نالسوند دوباره به تیم منتخب فصل راه یافت و ۱۸ بازی انجام داد و پنج گل نیز به ثمر رساند. در سال ۲۰۲۲، تیم از عنوان قهرمانی خود دفاع کرد و مجدداً قهرمان شد و همچنین برای اولین بار جام حذفی زنان نروژ را نیز به دست آورد.

### منچستر یونایتد
در ۲۴ ژانویه ۲۰۲۳، نالسوند با تیم انگلیسی باشگاه فوتبال زنان منچستر یونایتد قراردادی سه و نیم ساله امضا کرد. نالسوند که به دلیل مسائل بدنی از لیست کنار گذاشته شده بود، مجبور شد تا ۱۹ مارس ۲۰۲۳ صبر کند تا اولین بازی خود را انجام دهد، که در یک بازی مرحله یک چهارم نهایی جام اتحادیه برابر تیم دوم لوئیس به میدان رفت. او بازی را آغاز کرد اما پس از ۲۵ دقیقه به دلیل مشکل همسترینگ تعویض شد.

## دوران ملی

### جوانان
نالسوند برای اولین بار در سطح زیر ۱۵ سال در سال ۲۰۱۰ نماینده نروژ شد. او به پیشرفت خود به عنوان یک بازیکن جوان ادامه داد و در مرحله مقدماتی یورو ۲۰۱۲ زیر ۱۷ سال شرکت کرد و در اولین مرحله نهایی تورنمنت یورو ۲۰۱۳ زیر ۱۹ سال حضور داشت. سال بعد او به تیم دعوت شد در حالی که نروژ میزبان یورو ۲۰۱۴ زیر ۱۹ سال بود.

### بزرگسالان
در نوامبر ۲۰۱۷، نالسوند اولین دعوت بین‌المللی بزرگسالان خود را برای بازی در تیم ملی فوتبال زنان نروژ برای یک بازی دوستانه برابر تیم ملی فوتبال زنان کانادا دریافت کرد، اما حتی به عنوان بازیکن تعویضی استفاده نشد.
با اینکه هنوز حتی یک بازی ملی نکرده بود، نالسوند به عنوان جایگزین یار مصدوم تیمش، امیلی هاوی برای جام جهانی فوتبال زنان ۲۰۱۹ برگزیده شد. اما به دلیل مقررات تیم، نالسوند نتوانست ثبت‌نام کند و مجبور شد به عنوان بازیکن تمرینی باقی بماند و در این تورنمنت بازی نکند.
نالسوند در ۱۰ ژوئن ۲۰۲۱ اولین بازی بین‌المللی بزرگسالان خود را برای نروژ انجام داد و در دقیقه ۸۰ به عنوان بازیکن تعویضی به جای ویلده بوئه ریسا به میدان رفت و در یک بازی دوستانه با نتیجه ۱–۰ برابر تیم ملی فوتبال زنان سوئد شکست خوردند.
در ۷ ژوئن ۲۰۲۲، نالسوند برای تیم یورو ۲۰۲۲ زنان انتخاب شد. اما او در یک بازی دوستانه پیش از تورنمنت برابر تیم ملی فوتبال زنان نیوزیلند در ۲۵ ژوئن دچار مصدومیت شد و به جای او تئا بیلده وارد لیست شد.